# خليل طه
خليل طه هو مصارع لبناني إختص في المصارعة اليونانية الرومانية ولد في يوم 5 حزيران 1932، أبرز إنجازاته هو فوزه بالميدالية البرونزية في دورة الألعاب الأولمبية الصيفية 1952 في مدينة هلسنكي في فنلندا في وزن 73 كغم، كما فاز بالميدالية الفضية دورة ألعاب البحر الأبيض المتوسط 1951 في مدينة الإسكندرية في مصر.

## طالع
- رياضة المصارعة في الألعاب الأولمبية الصيفية 1952
- قائمة رافعي العلم اللبناني في الألعاب الأولمبية

## روابط خارجية
- خليل طه على موقع قاعدة بيانات المصارعة الدولية (الإنجليزية)
- خليل طه على موقع اللجنة الأولمبية الدولية (الإنجليزية)
- خليل طه على موقع أوليمبيديا (الإنجليزية)